# Karl Gitzoller
Karl Gitzoller (* 1. Jänner 1905 in Strobl; † 26. August 2002 in Neuhaus an der Triesting) war ein österreichischer Widerstandskämpfer gegen den Nationalsozialismus und Mitbegründer der Partisanengruppe Willy-Fred im Salzkammergut.

## Jugend
Gitzoller wurde 1905 in Strobl am Wolfgangsee geboren. Nach Besuch der damals achtjährigen Volksschule begann er 1921 eine Lehre als Maschinenschlosser, die er 1923 abschloss. Daraufhin arbeitete er in verschiedenen Salzburger Betrieben, später in Tirol beim Straßenbau und in einer Ziegelfabrik als Betriebsschlosser. 1931 heiratete er und wurde Vater zweier Töchter.

## Politisches Engagement
Bis zu dieser Zeit war Gitzoller politisch wenig interessiert. Dies änderte sich nach dem Österreichischen Bürgerkrieg im Februar 1934. Über die Bekanntschaft zu Sepp Plieseis kam er in Kontakt mit lokalen Gruppen der damals illegalen Kommunisten. Im Rahmen von Schulungen, die der spätere Spanienkämpfer Franz Jaritsch abhielt, begann sich Gitzoller politisch zu engagieren. Nach dem Anschluss Österreichs im März 1938 an das Deutsche Reich wurde er schließlich 1939 zum Wehrdienst einberufen. Er kam jedoch nicht zur Wehrmacht, sondern wurde dienstverpflichtet zu den Steyr-Werken und musste in der Rüstungsproduktion arbeiten. Dies entsprach dem damaligen Vorgehen des Regimes mit Personen, die politisch als zu unzuverlässig für das Militär galten, gegen die aber zu wenig Beweise vorlagen, um sie zu inhaftieren.
Auch in Steyr kam Gitzoller schnell in Kontakt mit den dortigen Widerstandsgruppen unter der Arbeiterschaft, insbesondere mit Albert Schwarz. Er führte unter anderem Sammlungen für die Rote Hilfe durch, was jedoch im Oktober 1942 zu seiner Verhaftung führte. Mit fünf anderen Genossen wurde er mit dem Zug von Steyr in das Kreisgericht Wels überstellt. Auf dem Weg vom Welser Bahnhof zum Gerichtsgebäude gelang ihm jedoch die Flucht. Er versteckte sich daraufhin acht Tage lang in Attnang und versuchte dann weiter ins Salzkammergut zu kommen.

## Widerstandsgruppe Willy-Fred
Mit einem Fahrrad kam Karl Gitzoller schließlich bis nach Bad Ischl, wo er Kontakt zu Resi Pesendorfer aufnahm, deren Hilfe er sich erhoffte. Die Unterbringung eines entflohenen Häftlings bedeutete ein großes Risiko, aber schließlich fand sich als Versteck die leerstehende „Villa Waldhütte“, in der Pesendorfer gerade als Putzfrau beschäftigt war. Nach dem Winter versteckte er sich dann im Gebirge und übernachtete in leerstehenden Almhütten sowie in einer Höhle. Ernähren konnte er sich als Wilderer, einer im Salzkammergut schon lange gepflegten Tradition des Widerstands gegen die Obrigkeit. Daneben konnte er sich auf Unterstützung aus dem Tal verlassen, wo vor allem einige Frauen ein regelrechtes geheimes Netzwerk zur Versorgung der untergetauchten Männer aufgebaut hatten.
Im Oktober 1943 war er gemeinsam mit Resi Pesendorfer und Agnes Primocic an der Befreiung des Kommunisten Sepp Plieseis aus dem KZ-Außenlager Vigaun in der Nähe von Hallein beteiligt. Er erwartete diesen in der Nähe des Lagers und versorgte ihn mit Zivilkleidung. Danach flüchteten beide in die Berge und gelangten über die Osterhorngruppe zum Attersee. Auf dem Weg weiter nach Ischl wurde Gitzoller allerdings Ende November in der Nähe des Kriegsgefangenenlagers in Mitterweißenbach angeschossen und erlitt eine Verletzung am Unterschenkel. Er konnte aber dennoch flüchten und bei der Familie des Kameraden Raimund Zimpernik in Aigen-Voglhub untertauchen. Später versteckte er sich in seinem Heimatort Strobl und in Sankt Wolfgang am Wolfgangsee, sowie auf der Schöffau-Alm unterhalb vom Rettenkogel.
Nach Ende des Winters 1943/44 ging Gitzoller gemeinsam mit Sepp Plieseis und Alois Straubinger endgültig in die Berge und sie errichteten im Toten Gebirge den Partisanenunterschlupf „Igel“, der daraufhin die Basis der Widerstandsgruppe Willy-Fred wurde. Rund um diese kleine Gruppe sammelte sich im Laufe des Jahres 1944 eine immer größer werdende Zahl von Flüchtlingen und auch Soldaten, die nach einem Fronturlaub im heimatlichen Salzkammergut nicht mehr zurück in den Krieg wollten und stattdessen das Risiko auf sich nahmen, als untergetauchte Deserteure zu leben. Die Gruppe wuchs stark an, und auf dem Igel lebten bald bis zu 30 bewaffneten Partisanen und eine noch größere Zahl war verstreut auf Almen und bei vertrauenswürdigen Kontaktpersonen untergetaucht. Insgesamt gehörten der Gruppe Ende 1944 bis zu 500 Personen im oberen Salzkammergut an. Zur Tarnung nannten sie sich zuerst einfach nur „Willy“. Dieser Name war jedoch bald bekannter als gewünscht, und so wurde als neuer Deckname „Fred“ gewählt. In der Geschichtsforschung wird die Partisanengruppe deshalb meist „Willy-Fred“ genannt.
Erst in den letzten Kriegswochen wurde die Gruppe dann auch nach außen aktiv, wobei sich die Ereignisse besonders im Ausseerland chaotisch überschlugen und daher historisch nicht mehr mit letzter Genauigkeit rekonstruierbar sind. So war die Gruppe um Sepp Plieseis angeblich an der Rettung der im Altausseer Salzbergwerk eingelagerten Kunstschätze maßgeblich beteiligt, sowie an der Verhaftung einiger ins Salzkammergut geflohener prominenter Nazifunktionäre. Es waren auch Mitglieder der Partisanen, welche die nur zögerlich vom Wolfgangsee vorrückenden Amerikaner nach Ischl, Gosau und Aussee lotsten.

## Nachkriegszeit
Nach Kriegsende kehrte Gitzoller wieder in seinen Beruf als Maschinenschlosser zurück und verließ das Salzkammergut in Richtung Niederösterreich. Er arbeitet zuerst in Weissenbach an der Triesting, dann in Hirtenberg und später in der Pottensteiner Tuchfabrik. Wegen seiner Arbeitslosigkeit in den 1930er Jahren und dem mehrjährigen Leben im Untergrund während des Zweiten Weltkrieges, das ihm nicht zur Pension angerechnet wurden, musste er bis ins hohe Alter berufstätig bleiben. Erst Jahrzehnte nach dem Krieg fand sein Verdienst als aktiver Widerstandskämpfer gegen den Nationalsozialismus und für ein freies Österreich auch offizielle Anerkennung und er erhielt in seinen letzten Lebensjahren eine Entschädigung von der Republik.
Die letzten Jahre verbrachte er mit seiner Ehefrau in Neuhaus an der Triesting, einer kleinen Ortschaft am Rand des Wienerwaldes, wo er im Jahr 2002 als 97-Jähriger starb.
Teile seiner Biographie in der Zeit vom Igel wurden 1990 im vom ORF gemeinsam mit der ARD produzierten Fernsehfilm „Am Ende eines langen Winters“ verfilmt, dessen Drehbuch von Walter Wippersberg stammt und auf den Aufzeichnungen von Albrecht Gaiswinkler beruht. Im Jahr 2006 bearbeitete der aus Vöcklabruck stammende Schriftsteller Franzobel die Geschichte der Widerstandsgruppe Willy-Fred literarisch in seinem Theaterstück „Hirschen“, in dem jedoch Karl Gitzoller nicht als namentlich genannte Figur vorkommt.